# Epicephala epimicta
Epicephala epimicta là một loài bướm đêm thuộc họ Gracillariidae. Nó được tìm thấy ở Queensland.